# Aceite de enebro
El aceite de enebro, también llamado miera o aceite de junípero, es el alquitrán vegetal que se obtiene por destilación seca de las cepas de los enebros (Juniperus oxycedrus). 

## Elaboración
Este alquitrán se obtenía a pequeña escala por pastores y ganaderos destilando las astillas de las cepas de enebro dentro de un cántaro. Se cava un hoyo en un ribazo y se coloca el cántaro lleno de astillas de enebro, poniendo un tubo ajustado a la boca para la salida de los líquidos. Una vez ajustado el tubo, se recubre el cántaro de barro y se hace un fuego sobre él, de manera que el calor provoque el proceso de destilación seca de la miera que saldrá por el tubo para ir cayendo en un recipiente donde se recoge.
Además de este proceso a pequeña escala, la miera se destilaba en instalaciones grandes llamadas mereras, miereras u hornos de miera. Estas consistían en un horno que se rellena de madera de enebro, recubierto por otra bóveda donde tiene lugar la combustión de la leña.

## Usos
La miera tenía varios usos tradicionales:
- Los pastores la aplicaban a los abrevaderos para que el ganado tomara mejor el agua, aplicando la miera con una pluma.
- Se usaba como desinfectante de heridas en el ganado para la moscarda, etc.
- Se usaba como repelente de serpientes en casas de campo, colocando unas gotas en puertas y ventanas.
- Se ponía en las muelas cariadas, lo que producía la destrucción de la pieza afectada.

Preparados comerciales como el zotal supusieron el abandono del uso de la miera.